# Yoshiaki Yatsu
Yoshiaki Yatsu (jap. 谷津嘉章 Yatsu Yoshiaki; ur. 19 lipca 1956 w Ōra) - japoński zapaśnik w stylu wolnym. Olimpijczyk z Montrealu 1976, gdzie odpadł w eliminacjach w kategorii 90 kg. Złoty medal na igrzyskach azjatyckich w 1978 i mistrzostwach Azji w 1979. Czwarty w Pucharze Świata w 1977 roku. Startował w kategoriach 90–100 kg i open.
Nie pojechał na igrzyska w Moskwie 1980 z powodu bojkotu. Rozpoczął zawodowe walki w New Japan Pro-Wrestling i All Japan Pro Wrestling. Postanowił wystartować w igrzyskach w Seulu 1988, ale nie został dopuszczony do zawodów przedolimpijskich, więc wrócił do zawodowej kariery. Od 1998 roku zawodnik MMA. Zakończył karierę w listopadzie 2010 roku, po dwóch przegranych walkach.